# アマル・エル＝モフタール
アマル・エル＝モフタール（Amal El-Mohtar、1984年12月13日 - ）はカナダの詩人でスペキュレイティブ・フィクション作家。エル＝モフタールは短編小説、詩、エッセイ、レビューを出版しており、2006年から幻想的な詩の季刊誌 Goblin Fruit の編集も行っている。
エル＝モフタールは、2018年2月から『ニューヨーク・タイムズ・ブックレビュー』でサイエンス・フィクションとファンタジーの書評も行っている。カールトン大学とオタワ大学で創作ライティングの講師として働いてきた。また、2018年にはブランドン・サンダースンの創作ライティングのポッドキャスト Writing Excuses のシーズン3の司会も担当した。

## 私生活
エル＝モフタールは、レバノン系の家族のもとにオンタリオ州オタワで生まれた。6歳からの2年間をレバノンで過ごしたことを除けばオタワで成長した。
結婚しており、オタワに住んでいる。

## 受賞と表彰
| 賞               | 分野   | 作品                                                   | 結果       | 注            |
| ---------------- | ------ | ------------------------------------------------------ | ---------- | ------------- |
| オーロラ賞       | 短編   | 『こうしてあなたたちは時間戦争に負ける』(2019)         | 受賞       | [ 10 ]        |
| 世界幻想文学大賞 | 短編   | "Pockets" (2015)                                       | ノミネート | [ 11 ]        |
| 世界幻想文学大賞 | 短編   | 「ガラスと鉄の季節」"Seasons of Glass and Iron" (2016) | ノミネート | [ 12 ]        |
| ネビュラ賞       | 短編   | "The Green Book" (2010)                                | ノミネート | [ 13 ]        |
| ネビュラ賞       | 短編   | "Madeleine" (2015)                                     | ノミネート | [ 14 ]        |
| ネビュラ賞       | 短編   | 「ガラスと鉄の季節」 (2016)                            | 受賞       | [ 15 ]        |
| ネビュラ賞       | 中長編 | 『こうしてあなたたちは時間戦争に負ける』(2019)         | 受賞       | [ 16 ] [ 17 ] |
| ヒューゴー賞     | 短編   | 「ガラスと鉄の季節」(2016)                             | 受賞       | [ 18 ] [ 5 ]  |
| ヒューゴー賞     | 中長編 | 『こうしてあなたたちは時間戦争に負ける』(2019)         | 受賞       | [ 19 ]        |
| ローカス賞       | 短編   | "The Truth About Owls" (2014)                          | 受賞       | [ 20 ]        |
| ローカス賞       | 短編   | "Madeleine" (2015)                                     | ノミネート | [ 19 ]        |
| ローカス賞       | 短編   | 「ガラスと鉄の季節」 (2016)                            | 受賞       | [ 21 ]        |
| ローカス賞       | 中長編 | 『こうしてあなたたちは時間戦争に負ける』(2019)         | 受賞       | [ 19 ]        |

エル＝モフタールは、2009年、2011年および2014年のリースリング賞の短編詩部門も受賞している。

## 主な作品
エル＝モフタールの完全な書誌には短編小説、詩、評論の広範な一覧が含まれている。もっとも有名な作品としては短編小説集と中編小説が挙げられる。
- The Honey Month、短編集、Papaveria Press 2010年 ISBN 978-1907881008
- 『こうしてあなたたちは時間戦争に負ける』（マックス・グラッドストン（英語版）との共作）、中編小説、2019年 ISBN 9781534431003
- The River Has Roots、長編小説、2025年 ISBN 9781250341082